# Шаповалов, Владимир Семёнович
Влади́мир Семёнович Шапова́лов (15 июля 1913, Новочеркасск, Российская империя — 23 февраля 1999, Москва, Россия) — советский государственный и политический деятель, председатель Кемеровского областного исполнительного комитета (1955—1960).

## Биография
Родился в 1913 году в Новочеркасске. Член ВКП(б) с 1941 года. В РККА в 1935—1937 гг.
В 1928 году В. С. Шаповалов окончил школу-девятилетку и в 1928–1929 годах работал в гараже Азово-Черноморского крайисполкома в качестве ученика шофера.
С 1935 года — на хозяйственной и политической работе. 
В 1935—1960 гг. — начальник цеха, инженер по ремонту ремонтно-механического завода «Автогужтреста» в Новосибирске, инженер-механик связи Управления НКВД по Западно-Сибирскому краю, главный инженер Новосибирского областного автогужевого треста, директор конторы «Автогужтрест» Новосибирска, главный инженер, начальник Транспортного отдела, помощник начальника комбината № 392 Кемерова, заместитель начальника завода № 129 города Кемерово,
председатель Исполнительного комитета Кемеровского городского Совета, 3-й, 2-й, 1-й секретарь Кемеровского городского комитета ВКП(б), 2-й секретарь Кемеровского областного комитета ВКП(б) — КПСС, председатель Исполнительного комитета Кемеровского областного Совета.
В 1955–1960 годах – председатель Кемеровского облисполкома.
Впоследствии работал в Москве в аппарате Совета экономической взаимопомощи.
Избирался депутатом Верховного Совета РСФСР 2-го, 3-го, 4-го, 5-го созывов.
Скончался в Москве 23 февраля 1999 года.

## Награды
- два ордена Трудового Красного Знамени (1944, 1957)
- орден «Знак Почета» (1942)
- медаль «За трудовую доблесть» (1959)
- медаль «За победу над Германией в Великой Отечественной войне 1941–1945 гг.»
- медаль «За доблестный труд в Великой Отечественной войне 1941–1945 гг.»
- медаль «За освоение целинных земель» (1956)
- юбилейные медали